# Joop Bouma (journalist)
Joop Bouma (Leeuwarden, 1954)  is een Nederlandse onderzoeksjournalist, redacteur duurzaamheid en natuur, chef nieuwsdienst, eindredacteur en verslaggever gezondheidszorg.

## Journalist
Joop Bouma werkte vanaf 1975 zes jaar lang als regio- en justitieverslaggever voor de Edese en Arnhemse Courant. In 1982 werd hij (stads)verslaggever en chef nieuwsdienst voor de Leeuwarder Courant. Vanaf 1987 werkte Bouma 33 jaar voor het dagblad Trouw. De eerste jaren werkte hij als milieuredacteur, justitieverslaggever, eindredacteur en chef nieuwsdienst. Van 1995 tot zijn pensioen in 2020 bestond zijn werk veelal uit onderzoeksjournalistiek op het gebied van marketing van geneesmiddelen, medische hulpmiddelen, de tabakslobby, alcohol en de goededoelensector.
Bij zijn omvangrijke onderzoeksprojecten werden door Joop Bouma veel misstanden op het gebied van gezondheid blootgelegd. Bekend werden zijn artikelen op het gebied van asbest, roken, medische implantaten, bestrijdingsmiddelen en de farmaceutische industrie.
Joop Bouma is een van de oprichters van de journalistenvakbond VVOJ. Vanaf 2000 was hij lid van het International Consortium of Investigative Journalists, een samenwerkingsverband van honderd journalisten uit vijftig landen.

## Auteur
Bij uitgeverij Atlas Contact verschenen twee boeken over de strategie van de tabaksindustrie en de invloed van deze branche op overheid, politiek en medische beroepsgroep: De Sjoemelsigaret in 2019  en Het Rookgordijn in 2001. In 2006 publiceerde Bouma Slikken over de marketingpraktijken van de farmaceutische industrie.

## Erkenning
Zijn boek Het Rookgordijn. De macht van de Nederlandse Tabaksindustrie uit 2001 werd genomineerd voor de Intermediair Wetenschapsboekenprijs. 
In 2018 werd hij door de Nederlandse Vereniging voor Landbouwjournalistiek, met zijn collega Hans Marijnissen onderscheiden met de Zilveren Greep. Zij kregen dit voor een opinieonderzoek en artikelen over de Staat van de Boer. 
In 2018 werd hij met Jet Schouten (AvroTros) uitgeroepen tot Journalist van het Jaar. Deze prijs voor Implant Files was een waardering voor het opzetten van een internationaal onderzoek van onderzoeksjournalisten in 60 landen naar de kwaliteit van medische hulpmiddelen. 
In 2020 kreeg hij voor zijn hele oeuvre de VVOJ Oeuvre Prijs.

## Prijzen
- Journalist van het Jaar (2018)
- Zilveren Greep (2018)
- VVOJ Oeuvre Prijs (2020)
- Rookvrij Prijs (2022)